# Де-Валлс-Блафф (Арканзас)
Де-Валлс-Блафф (англ. DeValls Bluff) — місто (англ. city) в США, в окрузі Прері штату Арканзас. Населення — 520 осіб (2020).

## Географія
Де-Валлс-Блафф розташований на висоті 58 метрів над рівнем моря за координатами 34°47′9″ пн. ш. 91°27′40″ зх. д. / 34.78583° пн. ш. 91.46111° зх. д. (34.785866, -91.461063). За даними Бюро перепису населення США в 2010 році місто мало площу 2,86 км², з яких 2,69 км² — суходіл та 0,16 км² — водойми.

## Демографія
Згідно з переписом 2010 року, у місті мешкало 619 осіб у 295 домогосподарствах у складі 176 родин. Густота населення становила 217 осіб/км². Було 347 помешкань (121/км²).
Расовий склад населення:
| - 69,6 % — білих - 29,7 % — чорних або афроамериканців |

До двох чи більше рас належало 0,3 %. Іспаномовні складали 1,1 % від усіх жителів.
За віковим діапазоном населення розподілялося таким чином: 22,5 % — особи молодші 18 років, 58,6 % — особи у віці 18—64 років, 18,9 % — особи у віці 65 років та старші. Медіана віку мешканця становила 43,2 року. На 100 осіб жіночої статі у місті припадало 96,5 чоловіків; на 100 жінок у віці від 18 років та старших — 82,5 чоловіків також старших 18 років.
Середній дохід на одне домашнє господарство становив 30 500 доларів США (медіана — 20 833), а середній дохід на одну сім'ю — 37 165 доларів (медіана — 28 667). За межею бідності перебувало 36,5 % осіб, у тому числі 52,7 % дітей у віці до 18 років та 33,1 % осіб у віці 65 років та старших.
Цивільне працевлаштоване населення становило 192 особи. Основні галузі зайнятості: роздрібна торгівля — 18,8 %, освіта, охорона здоров'я та соціальна допомога — 18,8 %, виробництво — 16,7 %.
За даними перепису населення 2000 року в Де-Валлс-Блафф мешкало 783 особи, 218 сімей, налічувалося 334 домашніх господарств і 389 житлових будинків. Середня густота населення становила близько 270 осіб на один квадратний кілометр. Расовий склад Де-Валлс-Блафф за даними перепису розподілився таким чином: 67,82 % білих, 31,80 % — чорних або афроамериканців, 0,13 % — азіатів, 0,26 % — представників змішаних рас.
Іспаномовні склали 0,13 % від усіх жителів міста.
З 334 домашніх господарств в 33,2 % — виховували дітей віком до 18 років, 43,7 % представляли собою подружні пари, які спільно проживали, в 17,4 % сімей жінки проживали без чоловіків, 34,7 % не мали сімей. 31,7 % від загального числа сімей на момент перепису жили самостійно, при цьому 17,1 % склали самотні літні люди у віці 65 років та старше. Середній розмір домашнього господарства склав 2,34 особи, а середній розмір родини — 2,96 особи.
Населення міста за віковим діапазоном за даними перепису 2000 року розподілилося таким чином: 28,6 % — жителі молодше 18 років, 6,8 % — між 18 і 24 роками, 25,5 % — від 25 до 44 років, 20,9 % — від 45 до 64 років і 18,1 % — у віці 65 років та старше. Середній вік мешканця склав 38 років. На кожні 100 жінок в Де-Валлс-Блафф припадало 79,6 чоловіків, у віці від 18 років та старше — 77,5 чоловіків також старше 18 років.
Середній дохід на одне домашнє господарство в місті склав 21 534 долара США, а середній дохід на одну сім'ю — 32 708 доларів. При цьому чоловіки мали середній дохід в 28 088 доларів США на рік проти 16 771 долар середньорічного доходу у жінок. Дохід на душу населення в місті склав 13 582 долари на рік. 18,4 % від усього числа сімей в окрузі і 23,6 % від усієї чисельності населення перебувало на момент перепису населення за межею бідності, при цьому 28,7 % з них були молодші 18 років і 22,1 % — у віці 65 років та старше.